# Cortes de Valladolid (1295)

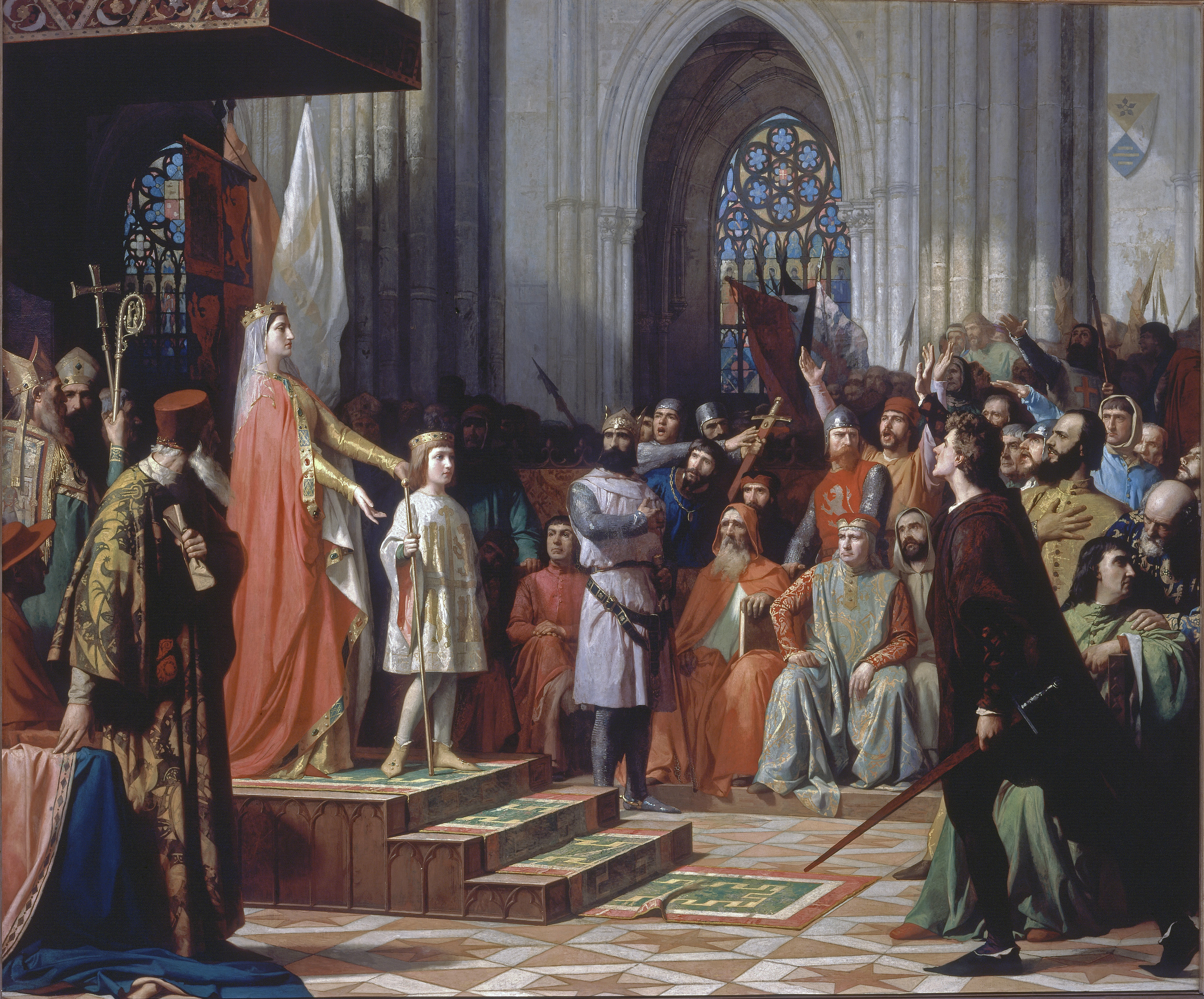
María de Molina presenta a su hijo Fernando IV en las Cortes de Valladolid de 1295. Óleo sobre lienzo de Antonio Gisbert Pérez. 1863. (Congreso de los Diputados de España).

En el verano del año 1295 se celebraron Cortes del reino de Castilla en la ciudad de Valladolid, durante la minoría de edad del rey Fernando IV de Castilla.

## Contexto histórico
Las Cortes de Valladolid de 1295 tuvieron lugar durante la minoría de edad del rey Fernando IV, que había accedido al trono ese mismo año tras la defunción de su padre, el rey Sancho IV de Castilla. El 26 de abril de 1295, un día después de la muerte de su padre, Fernando IV, que tenía nueve años de edad, fue proclamado rey en la catedral de Toledo y juró, según consta en la Crónica de Fernando IV, respetar y guardar los fueros de los nobles y plebeyos de su reino.
Fernando IV y su madre, la reina María de Molina se hallaban enfrentados en esos momentos al infante Juan de Castilla el de Tarifa, hijo de Alfonso X, que pretendía ser rey de Castilla y León, a Alfonso de la Cerda, nieto de Alfonso X, que actuaba movido por el mismo propósito, al reino de Portugal, que apoyaba al infante Juan, y a los reinos de Aragón y de Francia, que apoyaban a Alfonso de la Cerda.
Al mismo tiempo, la reina María de Molina y el infante Enrique de Castilla el Senador, único hijo superviviente de Fernando III de Castilla, se disputaban la tutoría del rey Fernando IV, cuyo control supondría ejercer el gobierno efectivo del reino de Castilla. Por ello, ambos personajes buscaron el apoyo de los nobles y de los concejos de las ciudades castellanas. El infante Enrique trató de evitar, inútilmente, la reunión de las Cortes, al tiempo que acusaba a la reina María de Molina de querer aumentar las cargas fiscales de sus súbditos, a pesar de que poco antes la reina había abolido el impuesto de la Sisa, que gravaba el consumo y había sido establecido por el difunto Sancho IV en 1293.
Antes de que comenzaran las Cortes, la reina se vio obligada a aceptar la ocupación del señorío de Vizcaya, a excepción de los municipios de Orduña y Valmaseda, por Diego López V de Haro, que luchaba por la posesión de dicho señorío con María Díaz de Haro, esposa del infante Juan de Castilla, que reclamaba dicho señorío en nombre de su esposa. Por otra parte, la reina también hubo de aceptar, antes de que dieran comienzo las sesiones de Cortes, que la tutoría del rey y la guarda de los reinos quedaran en manos del infante Enrique de Castilla, aunque la crianza y la custodia del rey quedaron en manos de la reina María de Molina.

## Las Cortes de Valladolid de 1295
Las sesiones de Cortes comenzaron a finales del mes de julio o principios del mes de agosto de 1295, y a la ciudad de Valladolid acudieron los representantes de los concejos de Castilla, León, Galicia, Asturias, las Extremaduras, Andalucía, y los del arzobispado de Toledo. El obispado de Jaén no envió representantes a las Cortes, debido a que se encontraba en guerra con el reino de Granada.
Al empezar las Cortes un amplio sector de los procuradores del reino, entre los que se contaban los del arzobispado de Toledo, los del obispado de Cuenca, y los de las ciudades de Segovia y Ávila, se negaron a reconocer al infante Enrique como tutor del rey y estuvieron a punto de abandonar la asamblea, lo que impidió la reina María de Molina, que consiguió que todos los procuradores rindiesen homenaje al rey Fernando IV y que reconociesen por tutor al infante Enrique de Castilla.
De las Cortes de Valladolid de 1295, que fueron las primeras del reinado de Fernando IV, surgieron dos ordenamientos, siendo uno de ellos de carácter general, y otro que afectaba sobre todo al estamento eclesiástico. Según consta en el ordenamiento de dichas Cortes, Fernando IV juró, al igual que sus predecesores en el trono en Cortes anteriores:

E nos el sobredicho rei don Fernando...prometemos é otorgamos de tener é guardar todas estas cosas que sobredichas son, é de non venir contra ellas en ningunt tiempo. E por mayor firmedumbre de todo esto don Enrique nuestro tio é nuestro tutor juró por nos como tutor sobre los santos evangelios é sobre la cruz é fizo pleito homenage que lo mantuviésemos é lo guardásemos en todo tiempo como dicho es.

### Ordenamiento general

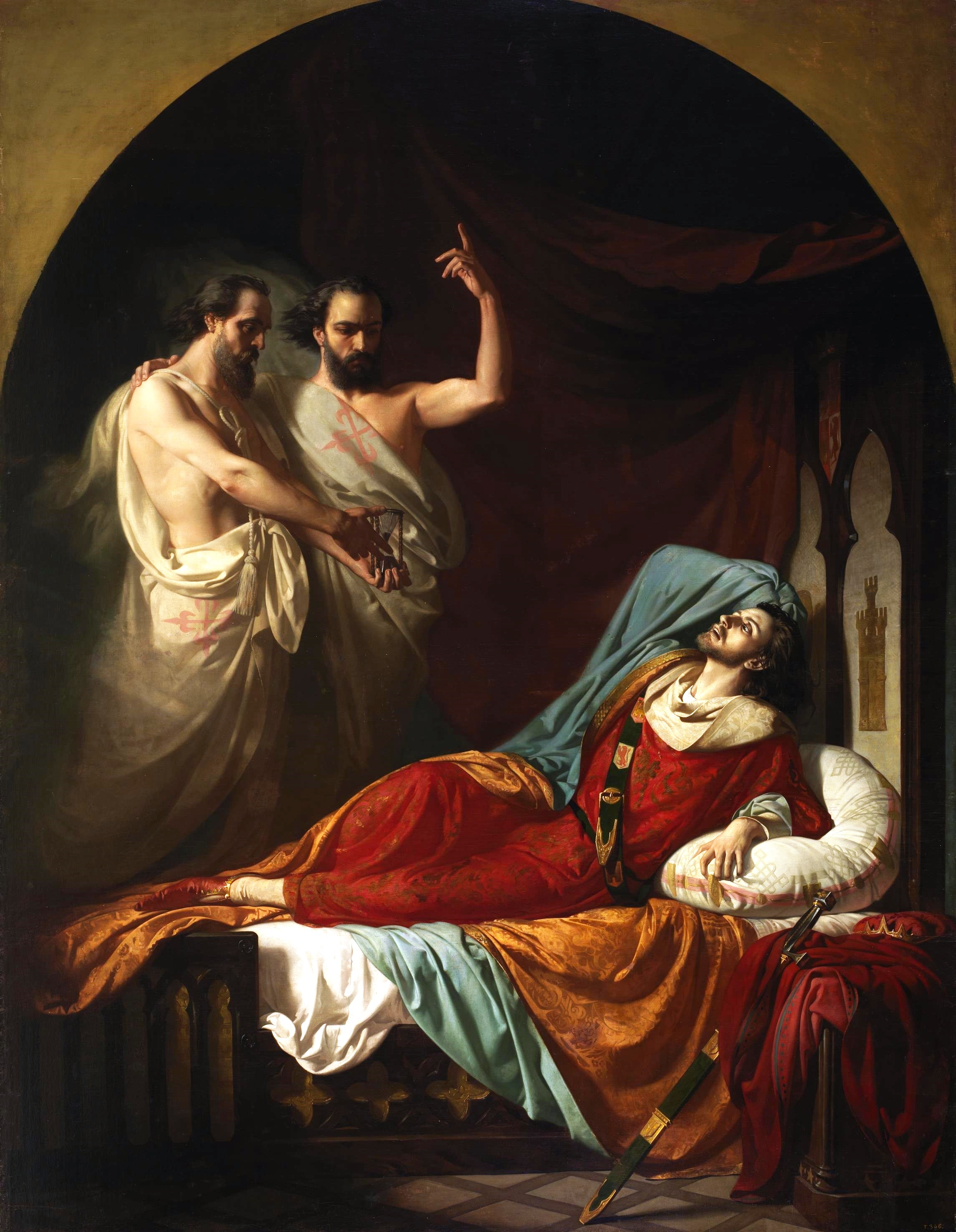
Últimos momentos de Fernando IV el Emplazado. Óleo sobre lienzo de José Casado del Alisal. 1860. (Palacio del Senado de España).

A pesar de que en el ordenamiento general de las Cortes de Valladolid de 1295 se menciona que a las Cortes fueron convocados los prelados, magnates, ricoshombres, los maestres de las Órdenes militares, «et todos los otros de nuestros rregnos», esto último es una fórmula cancilleresca, pues los acuerdos alcanzados en las Cortes de Valladolid fueron propuestos y aprobados exclusivamente por los representantes de los concejos, tal como indica la Crónica de Fernando IV y la protesta que en agosto de 1295 hizo el arzobispo de Toledo ante Domingo Jiménez, notario de Valladolid, en la que el arzobispo toledano manifestó que la nobleza y el clero no habían sido admitidos en las deliberaciones, y que ambos estamentos habían sido expulsados de la asamblea a ruegos de los representantes de los concejos. Algunas de las disposiciones contenidas en el ordenamiento general fueron las siguientes:
- Los privados del difunto rey Sancho IV deberían dar cuenta de sus acciones.
- Fueron confirmados todos los privilegios, fueros, usos y costumbres de todos los concejos.[6]
- El acceso a los altos cargos de la administración general quedaba abierto para los hombres buenos de las villas y ciudades.
- Los oficios de la Casa Real deberían ser desempeñados por los hombres buenos.[6]
- La recaudación de los impuestos dejaría de estar en manos de los judíos y pasaría a ser realizada por los hombres buenos.[6]
- Los heredamientos o aldeas de los que se habían apropiado los anteriores monarcas deberían ser devueltos a los concejos a los que pertenecían.
- Los municipios de realengo no podrían ser cedidos a los infantes, infantas, ricoshombres, ricashembras, o magnates.
- Los custodios de las fortalezas y castillos del rey deberían ser caballeros u hombres buenos.
- La existencia de las hermandades concejiles fue confirmada y aprobada.[7]
- Cuando el rey se alojara en una villa debería pagar su manutención, y los vecinos del lugar quedarían libres del impuesto del yantar, y los gastos de este tipo ocasionados en años anteriores por el difunto Sancho IV y por la reina María de Molina deberían ser satisfechos por Fernando IV.[8]
- Los merinos mayores de los reinos de Castilla, León y Galicia no deberían ser ricoshombres, sino individuos de rectitud probada y amantes de la justicia.[6]

### Ordenamiento eclesiástico
Tanto la reina María de Molina como el infante Enrique deseaban el apoyo de los prelados del reino. Por ello, en las Cortes de Valladolid de 1295 fueron confirmados los privilegios de las iglesias de Ávila, Palencia, Valladolid, Burgos, Badajoz, Tuy, Astorga, Osma e, incluso, los de algunas colegiatas y monasterios. Al mismo tiempo, tanto la reina como el infante Enrique permitieron que las Cortes aprobaran un ordenamiento dirigido exclusivamente al estamento eclesiástico, con el propósito de poner fin a los abusos cometidos por los oficiales de la Corona en relación con las sedes vacantes, las elecciones eclesiásticas, las demandas fiscales, y las faltas de respeto a los fueros eclesiásticos.
Al mismo tiempo, se procuró calmar la inquietud manifestada por los prelados castellanos ante el surgimiento de diferentes hermandades concejiles, pues los eclesiásticos opinaban que dichas hermandades atentaban contra sus fueros y privilegios.